# Sage vom Carmenna-Küher

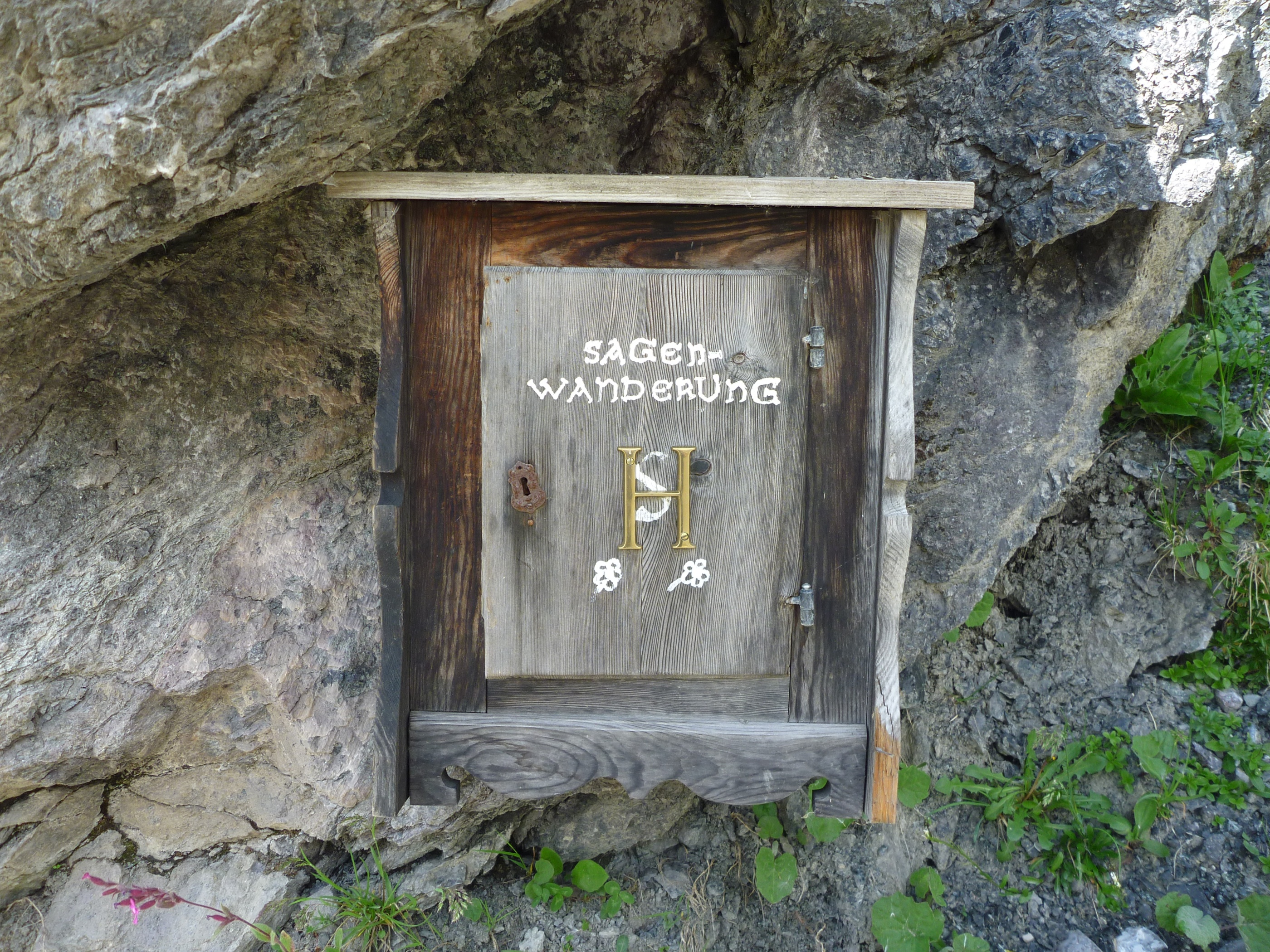
Der Sagenkasten vom Carmenna-Küher bei der Carmennahütte

Die Sage vom Carmenna-Küher stammt aus Arosa bei der Carmennahütte.

## Inhalt
Zu früheren Zeiten betrachteten es die Bauern als besondere Ehre, die Heerkuh einer Alp zu besitzen. Die Heerkuh ist jenes Tier, das in Ringkämpfen die anderen Kühe besiegt hat und dann beim Alpabzug mit einem Blumenkranz auf dem Kopf und der grössten Glocke am Hals den anderen voraus marschieren darf. Der Besitzer der Heerkuh ging das Jahr hindurch mit derart gestärktem Selbstbewusstsein durch die Dorfgemeinschaft, dass man meinen konnte, er selbst sei die Heerkuh. Angespannt wurde die Lage jeweils dann, wenn sich zwei Aspirantinnen den Rang der Heerkuh streitig machten. Da wurde dann etwa durch einen vom Bauern bestochenen Sennen oder Hirten mit gewissen Mitteln die gegnerische Kuh ausser Gefecht gesetzt.
So kam es auch wieder eines Jahres, dass man auf der Churer Alp Carmenna von zweien der stärksten Kühe nicht mit Bestimmtheit sagen konnte, welche die Heerkuh sei. Die eine von ihnen gehörte dem Sennen selbst, der eine gar grosse Meinung seiner Kuh hatte. Als nun die Bauern die Alp verlassen hatten, wusste der Senn sich schon Rat, um seiner eigenen Kuh die Ehre zu verschaffen. Heimlich unterredete er sich mit dem Küher. Dieser ging zur Nachtzeit in den unterhalb gelegenen Wald, entrindete eine Tanne, trug die vom Saft noch triefende Rinde hinauf, und breitete sie mit der glatten Seite nach oben über einen steilen Absturz an der Carmenna aus. 
Anderntags trieb er die Herde dorthin und der ruchlose Küher sorgte dafür, dass die gegnerische Kuh wie von selbst in die Nähe der ausgebreiteten Rinde kam. Auf der schmierigen Unterlage glitt das prächtige Tier aus und stürzte den steilen Hang hinunter zu Tode. Dem Eigentümer wurde gesagt, die Kuh sei beim Ringen von einer anderen umgestossen worden.

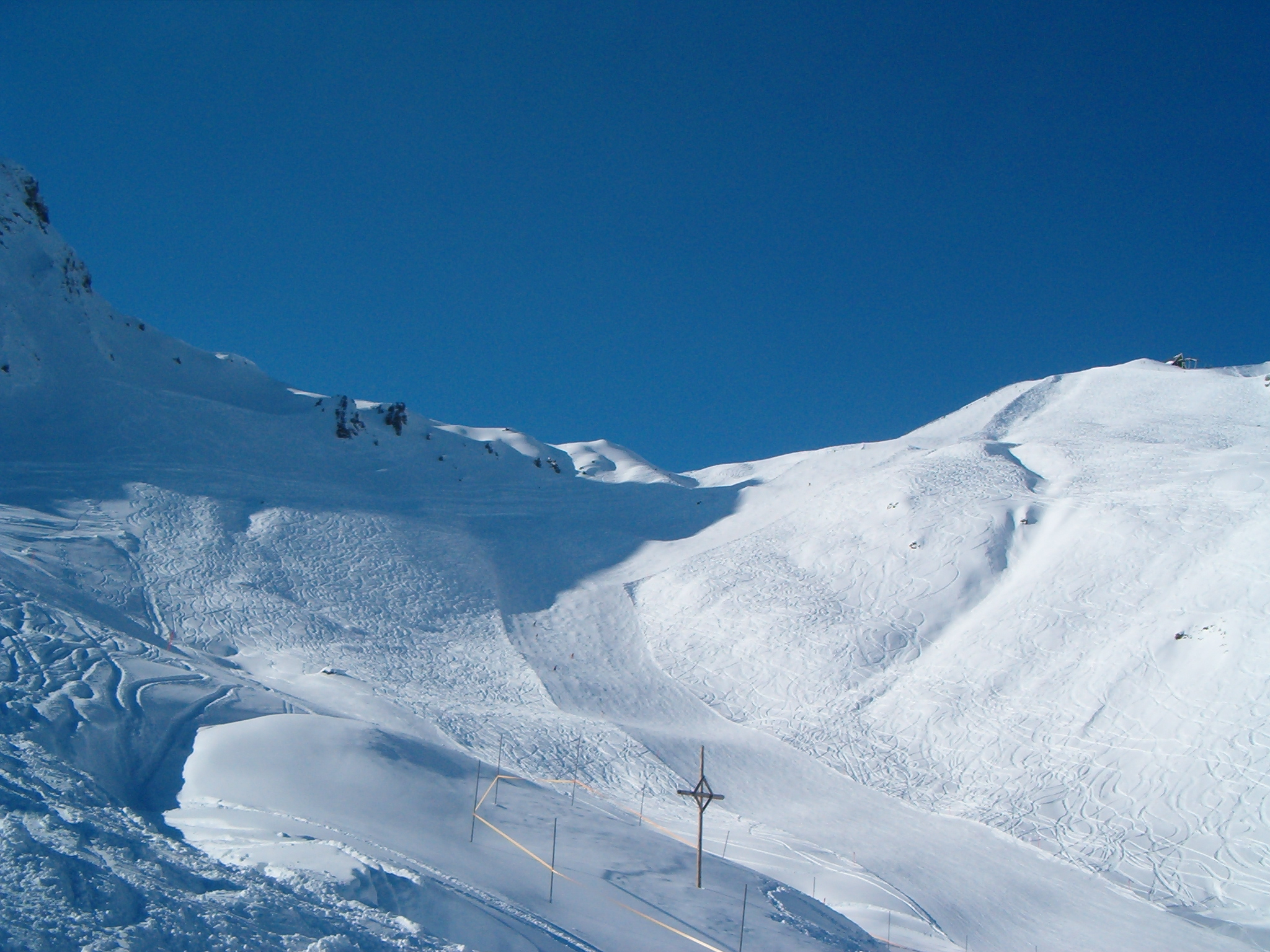
Der Steilhang an der Carmenna

Der Unhold entging zwar zu seinen Lebzeiten einem weltlichen Gericht, nicht aber dem göttlichen. Nach seinem Tod wurde er dazu verdammt, an der Stätte seines Frevels die Untat zu büssen. Heute noch hören die Knechte der unweit gelegenen, jedoch nicht zu Chur gehörenden Alp Urden, von der Carmenna her ein geisterhaftes, lang anhaltendes Jauchzen, den Ruf des Carmenna-Kühers. Dann rollt die gemordete Kuh das steile Gesenke des Carmennapasses hinunter, der Geisterküher in mächtigen Sätzen ihr nach. Da, wo die Kuh liegen bleibt, fasst er sie mit übermenschlicher Kraft und keuchend und stöhnend sucht er die ungeheure Last wieder nach oben zu tragen. Das ist sein Fluch. Hat er dann in unsäglicher Mühsal dieses Werk vollendet, dann kommt auch der Geisterspuk wieder für eine Zeit lang zur Ruhe. Von der Alpknechten auf Urden aber verkündet es einer dem andern:  „Der Carmenna-Chüjer het g’juchzet, es git ander Wätter!“ Und tatsächlich soll dann auch regelmässig ein rascher Wettersturz mit Schneefall eintreten. 

## Quelle
- Tafel „Sagenwanderung Arosa und Umgebung“ bei der Carmennahütte, mit weiterer Quellenangabe.